# Willibrorduskerk (Nederhorst den Berg)

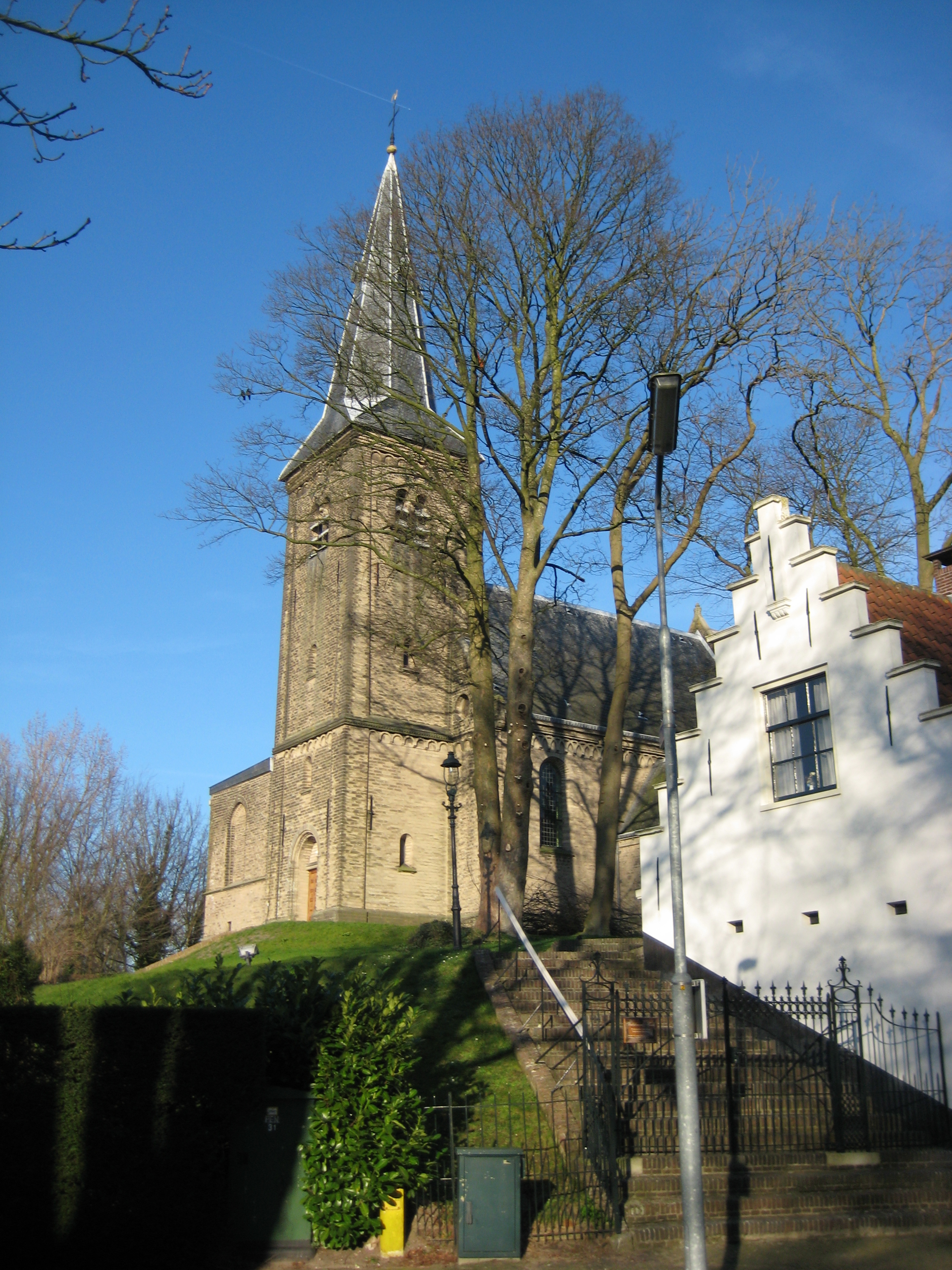
Willibrorduskerk

De Willibrorduskerk is de protestantse (PKN)-kerk van de tot de Noord-Hollandse gemeente Wijdemeren behorende plaats Nederhorst den Berg, gelegen aan Kerkstraat 32.

## Geschiedenis
Een romaanse kerk werd in de 12e eeuw gebouwd op de Berg, een verhoging in het landschap, ontstaan tijdens de laatste ijstijd. Het koor, het zuidportaal en de sacristie, in vroege gotiek, zijn waarschijnlijk 14e-eeuws. Te noorderzijbeuk werd kort na 1550 gebouwd.
De oorspronkelijk rooms-katholieke kerk werd na de Reformatie een hervormd kerkgebouw. Na de kerkenfusie van 2004 werd het een protestantse kerk.

## Gebouw
Het betreft een met tufsteen bekleed tweebeukig kerkgebouw met bakstenen vroeggotisch koor dat vijfzijdig is afgesloten. Schip en toren zijn romaans. De toren heeft twee geledingen en een ingesnoerde naaldspits. Links van de toren bevindt zich de vlak afgedekte noordbeuk in gotische stijl.

## Interieur
Het schip wordt overkluisd door een houten tongewelf. De kapitelen van de pilaren tonen gebeeldhouwde dierenkoppen en engelen. Van het begin van de 17e eeuw zijn een preekstoel en een koorhek met triomfboog. Uit de 17e eeuw stammen het doophek en de overhuifde balken. Verder zijn er enkele rouwborden van 1670 en 1692.
Het Bätz-Witte orgel (1872) is in 1939 verplaatst van de koorzijde naar de westkant en staat daar nog steeds. Inmiddels heeft het orgel een Leichelfront.